# Solanum chippendalei
Solanum chippendalei är en potatisväxtart som beskrevs av Symon. Solanum chippendalei ingår i släktet skattor som ingår i familjen potatisväxter. Inga underarter finns listade i Catalogue of Life.